# 羅品超
羅品超（1912年—2010年7月15日），原名羅肇鑒，人稱鑒叔，祖籍廣東南海，中国粵劇表演艺术家，工文武生，是“世界上年龄最大、表演时间最长的艺术家”吉尼斯世界纪录保持者。

## 生平
羅品超祖籍廣東南海南莊（今佛山市禪城區南莊鎮）龍畔村頭，12岁进入广州花地孤儿院举办的粤剧科班学艺，18岁入广州戏剧研究所附属戏剧学校、八和会馆的八和戏剧养成所学习。1931年后，罗品超在“千秋鉴”、“九华台”任正印小生，继而进入觉先声粤剧团，与薛觉先、靓少凤、千里驹等合作演出，在广州、香港、澳门以及南洋各地有较大影响。解放后组创珠江粤剧团，任团主任委员。其表演刚柔相济，洗炼细腻，尤以小武见长。以演《罗成写书》中的罗成、《平贵别窑》中的薛平贵、《五郎救弟》中的杨五郎、《林冲》中的林冲、《荆轲》中的荆轲及《山乡风云》中的黑牛等著称。他自成一格的“回龙腔”，韵味独特。
羅先後主演過許多劇目，如傳統戲《荊軻》、《梁山伯與祝英台》、《林衝》、《五郎救弟》、《黃飛虎反五關》、《樓臺會》、《山東響馬》、《平貴別窯》，現代戲《山鄉風雲》、《紅花崗》、《沙家浜》，還改編過外國戲《璇宫艳史》、《春香傳》等，長期積累了大量首演劇目，塑造了一批批性格迥異、令人難忘的人物形象。
1950年，罗品超加入中国共产党。1952年以《鳳儀亭》獲得全國戲曲觀摩演出演員表演一等獎，此後獲獎無數。1958年任广东粤剧院副院长。1979年任中国戏剧家协会广东分会副主席、秘书长。1988年退休后移居美国，但仍致力于宣传推广粤剧艺术，经常参加国内各种粤剧表演。2004年6月，93歲高齡的罗品超再演首本戏《荆轲》，成功申報吉尼斯世界紀錄大全，成為至今在世界戲劇舞臺上年齡最大，舞臺演出時間最長的藝術家；这一纪录保持至今尚无人超越。2009年6月18日，罗品超以一场“罗派艺术经典剧目展演”来祝贺百岁寿辰。罗品超以粤曲《故乡情》压轴。
羅品超每年也會到香港度假，香港演藝學院每年也特設一個粵劇課程由他來教授講學，為期一個月，他也希望粵劇得以流傳下去。羅品超多才多藝，戲路很廣，有很高的藝術造詣，是一位能文能武的粵劇表演藝術大師。
2010年7月15日13時30分，罗品超在广州家中逝世，享寿99岁。當天18时30分，罗品超遗体在家人、徒弟和广东粤剧界相关人士的目送下，从荔湾家中移至广州殡仪馆。

## 身后
7月22日，广州八和会馆举行了罗品超追思会，其间播放的一段罗老生前接受采访时录下的声音片段，详述了他与前辈、粤剧大师薛觉先早年合作，演出失败、后获谅解的一段插曲。 
7月21日，78岁的粤剧名伶林小群和丈夫白超鸿专程从美国赶到广州，为罗老送别。
7月19日，中共中央政治局委员、广东省委书记汪洋以“一代宗师，乘鹤西去；南粤大地，痛失英才。”这16字批示，对著名粤剧表演艺术家罗品超的去世表示哀悼。
广东省有关领导将参加本周六（7月24日）下午三时在广州殡仪馆白云厅举行的罗品超遗体告别仪式。

## 外部連結
- 羅品超在互联网电影资料库（IMDb）上的資料（英文）
- 羅品超在香港影庫上的簡介